# 라 레이나 델 플로우
《라 레이나 델 플로우》(스페인어: La reina del flow)는 2018년 방영된 콜롬비아의 텔레노벨라이다.